# Guri Melby
Guri Melby, född 3 februari 1981 i dåvarande Orkdals kommun i Sør-Trøndelag fylke (nuvarande Orklands kommun i Trøndelag fylke), är en norsk politiker från Venstre. Från september 2020 är hon Venstres partiledare. Hon utsågs till minister för kunskap och integration den 13 mars 2020 i Regeringen Solberg. Fram till dess var hon sen 17 januari 2018 ledamot av Stortinget från Oslo som ersättare för Trine Skei Grande i samband med att Venstre kom in i regeringen och Grande blev kulturminister.
Hon var byråd för miljö och transport i Oslo mellan 2013 och 2015. Efter kommunvalet 2015 blev hon gruppledare för Venstre mellan 2015 och 2018 samt viceordförande för transport och miljökommittén i Oslos kommunfullmäktige.

## Bakgrund och arbete
Melby växte upp i Råbygda, i dåvarande Orkdals kommun. Hon var ledamot i Orkdals kommunfullmäktige mellan 1999 och 2007 samt ledamot i Trondheims kommunfullmäktige mellan 2007 och 2011. Hon var Venstres första kandidat för Stortinget från Sør-Trøndelag i valet 2005 och 2009 samt 3:e kandidat i Oslo 2013 och 2017. Hon har också en bakgrund i Ung Venstre där hon satt i styrelsen i flera mandatperioder.
Melby har en magisterexamen i Nordiska språk från Norges teknisk-naturvetenskapliga universitet från 2007. Hon har varit biträdande professor vid Oslo University College och Akershus sedan hösten 2012. Tidigare har hon varit lärare vid Högskolan i Sør-Trøndelag.
Under tiden som kommunfullmäktigeledamot och parlamentsrepresentant var Melby gruppledare för Ventres i Oslo kommunfullmäktige och viceordförande för transport och miljökommittén.
År 2018 demonstrerade hon och Petter Eide (SV) på Eidsvolls plass under det norska mottagandet av Li Zhanshu, ledaren för den kinesiska folkkongressen. Melby och Eide ombads att ta av sig sina gula t-shirts med ordet "frihet" på norska och mandarin innan de kom in i Stortingets lokaler.
När Venstre anslöt sig till Regeringen Solberg den 17 januari 2018 tog Melby över som parlamentarisk representant från tidigare ministern Trine Skei Grande.
Den 13 mars 2020 blev Melby den nya kunskapsministern i Erna Solbergs regering och efterträdde då Trine Skei Grande. Den 26 september 2020 valdes hon som partiledare för Venstre och efterträdde då även Trine Skei Grande.

## Regeringen
Den 13 mars 2020 tillträdde Melby som minister för kunskap och integration i Erna Solbergs regering efter att Trine Skei Grande avgick som statsråd.